# Université Humboldt de Berlin
Pour les articles homonymes, voir Humboldt.
 (février 2009).
Si vous disposez d'ouvrages ou d'articles de référence ou si vous connaissez des sites web de qualité traitant du thème abordé ici, merci de compléter l'article en donnant les références utiles à sa vérifiabilité et en les liant à la section « Notes et références ».
L'université Humboldt de Berlin (en allemand, Humboldt-Universität zu Berlin : HU Berlin) est une université allemande. C'est la plus ancienne des quatre universités de Berlin, elle vient au deuxième rang pour sa taille, derrière l'université libre de Berlin. Une partie de ses services se trouve en face du bâtiment principal dans le Vieux Palais de Berlin, sur Unter den Linden.
L'université Humboldt fut fondée le 16 août 1809, à l'initiative du réformateur libéral de l'éducation, le linguiste prussien Wilhelm von Humboldt. Elle entra en fonction en 1810, sous le nom d'université de Berlin (Alma Mater Berolinensis). De 1828 à 1946 elle s'appela l'université Frédéric-Guillaume, en l'honneur de son fondateur, le roi de Prusse Frédéric-Guillaume III. Ce ne fut qu'en 1949 qu'on se décida, sous la pression du gouvernement communiste, pour le nom actuel.
Les noms de ses enseignants et de ses étudiants les plus connus suffiraient presque à retracer l'ensemble de l'histoire intellectuelle, scientifique et politique de l'Allemagne : en philosophie, Fichte, Hegel et Feuerbach, en physique, Albert Einstein et Max Planck, sans oublier Heinrich Heine, mais aussi Otto von Bismarck et Karl Marx. Vingt-neuf prix Nobel y ont enseigné.

## Histoire

### Création
L'université de Berlin nouvellement fondée connut son premier semestre en 1810. Il y avait alors 256 étudiants et 52 enseignants. L'université se divisait en quatre facultés, à savoir celles de droit, de médecine, de philosophie et de théologie. Les sciences de la nature relevaient alors de la faculté de philosophie.
Ce furent des savants importants de cette époque, et avant tout le philosophe Fichte et le théologien Schleiermacher, qui donnèrent sa véritable impulsion à l'université nouvellement fondée.
Sous l'influence des idées réformatrices de Schleiermacher, le diplomate et linguiste Wilhelm von Humboldt développa sa conception de l'université. Humboldt dirigeait depuis février 1809 la section des cultes et de l'enseignement du ministère de l'intérieur (il n'occupa ces fonctions qu'une seule année). Il désirait avant tout mettre en place en Prusse un système d'éducation nouveau. Les piliers de ses conceptions étaient, en résumé, d'une part l'union étroite de la recherche et de l'enseignement, d'autre part la liberté d'études et de recherche laissée à chacun, selon sa volonté et en fonction des exigences de son épanouissement personnel. Humboldt explique ainsi sa vision de la nouvelle université : «La particularité des établissements scientifiques supérieurs doit être de traiter la science comme un problème non encore entièrement résolu qui doit donc toujours faire l'objet de recherches».
La première génération de professeurs dut sa nomination à Wilhelm von Humboldt. On peut citer August Böckh (Philologie), Albrecht Daniel Thaer (économie politique), Karl Friedrich von Savigny (droit), Christoph Wilhelm Hufeland (Médecine) et Carl Ritter (Géographie). Ils se reconnaissaient dans les conceptions éducatives de Wilhelm von Humboldt. Comme l'avait voulu cet érudit et homme d'État, l'organisation des études reposait sur l'exigence qu'académies et universités, ainsi que des établissements de recherche relativement autonomes, soient associées.
L'université bénéficia de tout ce qui était propre à faciliter l'instruction des étudiants, de tout ce dont ils pouvaient avoir besoin. Elle reçut ainsi le palais inoccupé du prince Henri de Prusse, construit de 1748 à 1766 par l'architecte Johann Boumann. Remanié bien des fois, il fut agrandi dans les années 1913-1920. Il se trouve sur l'avenue Unter den Linden, et est encore aujourd'hui le siège de l'université.
Les conceptions de Humboldt, développée par lui dans un essai qui ne connut qu'une renommée tardive, « Sur l'organisation interne et externe des établissements d'enseignement à Berlin », ont influencé la notion moderne de l'université.

### Université Frédéric-Guillaume
Fondée comme « alma mater beroliniensis » le 16 août 1809, elle est nommée « Friedrich-Wilhelms-Universität » de 1828 à 1945 en l'honneur de son fondateur Frédéric-Guillaume III de Prusse.

### Extension

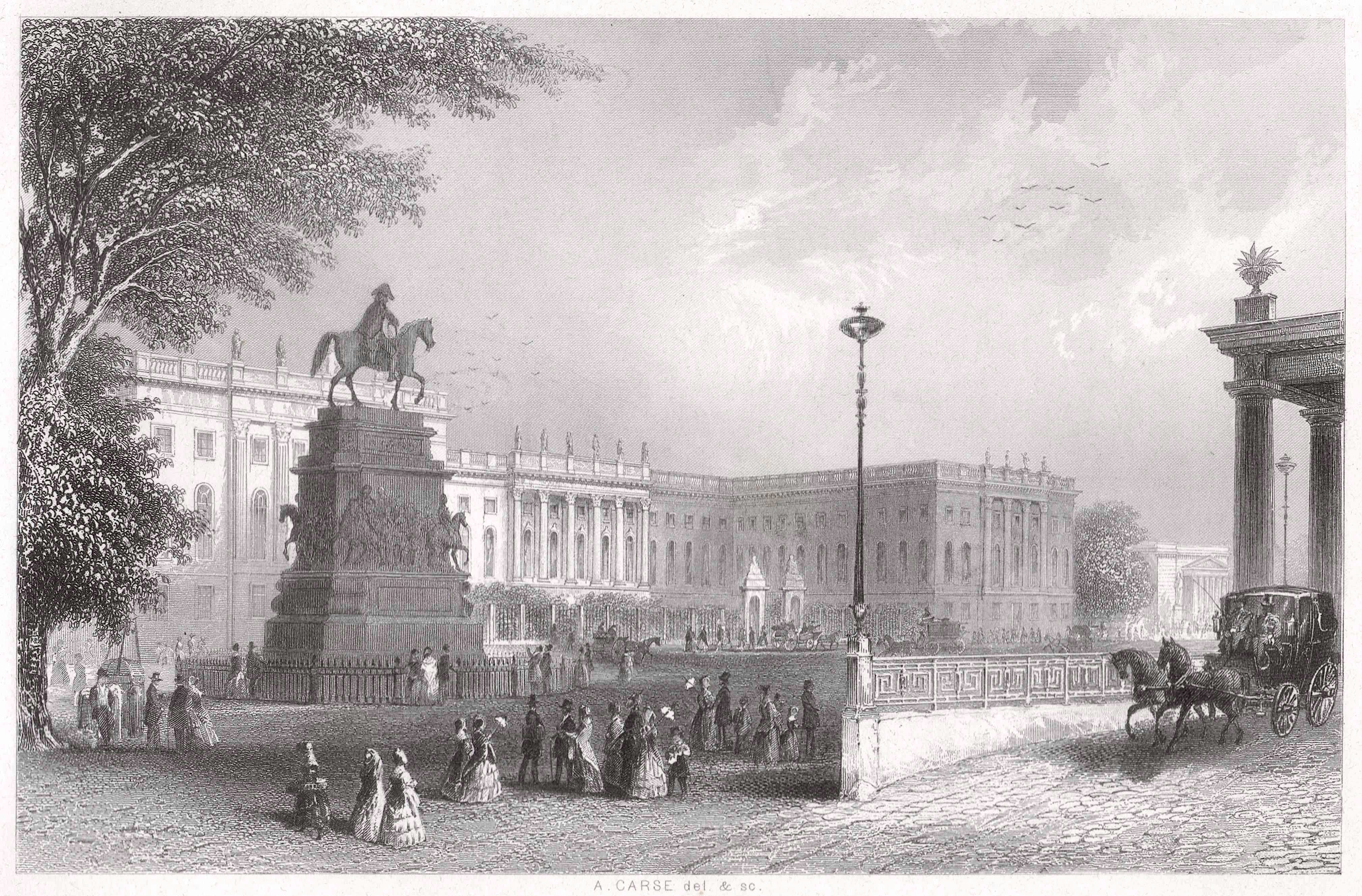
L'ancien palais du Prince Henri, abritant l'université Humboldt en 1850.

À côté du fort ancrage de spécialités traditionnelles, comme l'étude de l'antiquité, le Droit, la philologie et l'histoire, la médecine et la théologie, l'université de Berlin s'ouvrit à de nombreuses nouvelles disciplines scientifiques.
Elle dut tout particulièrement cette évolution au naturaliste Alexander von Humboldt, le frère du fondateur de l'université, Wilhelm. C'est dans la deuxième moitié du XIXe siècle que fut mise en place la trame de recherches et d'enseignements plus modernes, dans le domaine des sciences de la nature. Des chercheurs renommés, comme le chimiste August Wilhelm von Hofmann, le physicien Hermann von Helmholtz, les mathématiciens Ernst Eduard Kummer, Leopold Kronecker, Karl Weierstrass, les médecins Johannes Peter Müller, Albrecht von Graefe, Rudolf Virchow et Robert Koch, firent beaucoup pour porter la renommée scientifique de l'université de Berlin au-delà des frontières nationales.
Au cours de son extension, des installations qui existaient déjà à Berlin se virent progressivement intégrées à l'université. Donnons ici l'exemple de « la Charité ». En 1710, Frédéric Ier fit construire en dehors de la ville une maison de quarantaine pour les malades de la peste. C'est le « Roi-soldat » Frédéric Guillaume qui décréta en 1727 que le bâtiment porterait ce nom français. En 1829 la faculté de médecine de l'université s'y installa.
On érigea en 1889 un bâtiment spécial pour la collection d'histoire naturelle, qui appartenait à l'université depuis 1810. C'est l'actuel musée d'histoire naturelle de Berlin, qui s'est désolidarisé de l'université Humboldt au cours des années 2010. Une école vétérinaire, qui existait depuis 1790, forma en 1934 le rez-de-chaussée de la faculté de médecine vétérinaire. Enfin, la grande école d'économie politique, fondée en 1881, fut intégrée à l'université en tant que faculté.

### Arrivée des femmes et l'université

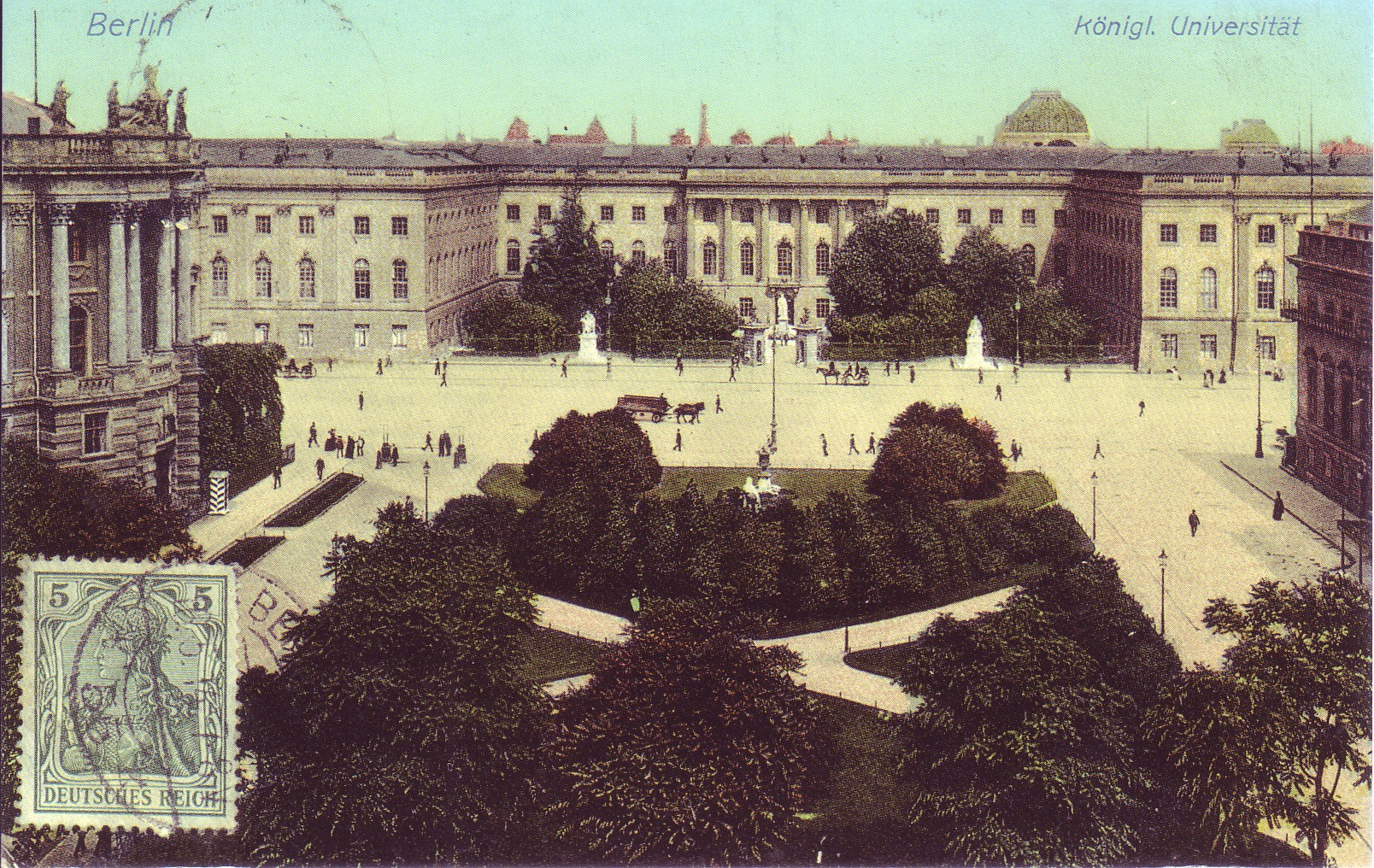
L'université Humboldt en 1900.

La réformatrice libérale Alice Salomon, figure du mouvement féministe allemand, fut une des rares femmes qui eurent accès aux études supérieures au début du vingtième siècle. Les femmes engagées durent lutter des dizaines d'années pour avoir le droit de prendre part à la vie scientifique. Pourtant, dès l'année 1908 les Prussiennes obtinrent le droit de s'inscrire à l'université. Des quatre facultés, ce fut celle de philosophie qui connut la plus grande affluence de femmes. Déjà, avant le droit de s'inscrire il y avait eu des étudiantes à l'université de Berlin, mais seulement des doctorantes, munies d'une autorisation exceptionnelle. La première fut, en 1899, la physicienne Elsa Neumann. Après la première guerre mondiale, les femmes commencèrent à obtenir l'accès au professorat. En 1926, Lise Meitner devint la première physicienne nommée comme Professeure « exceptionnelle » d'une université de Prusse. Pour d'autres savantes douées, comme l'historienne juive Hedwig Hintze, la carrière académique se termina en 1933 par l'interdiction d'enseigner et l'émigration. Liselotte Richter entra dans les annales de l'université en tant que première professeure allemande de philosophie et de théologie – néanmoins ce ne fut qu'en 1947.

### Période nazie
Avec la prise de pouvoir d'Adolf Hitler, s'ouvrit un chapitre noir de l'histoire de l'université. Usant d'accusations calomnieuses et de poursuites judiciaires, les Nazis entreprirent une campagne de diffamation des savants et des étudiants juifs. Les cours des enseignants juifs furent boycottés, leurs auditeurs furent victimes d'agressions. La participation d'étudiants et d'enseignants à des autodafés, à partir du 10 mai 1933, marque tout particulièrement d'infamie une université d'une telle réputation scientifique. Dans les mois et les années qui suivirent, environ un tiers des collaborateurs de l'université furent renvoyés par les Nazis. Sur la base de la loi d'aryanisation de la fonction publique, plus de 250 professeurs et employés juifs se virent interdire en 1933/34 d'enseigner ou de travailler, de nombreux docteurs furent déchus de leur titre (ainsi Julius Pokorny, entre autres). Beaucoup de savants et d'étudiants durent fuir pour toujours l'université de Berlin, qui ne méritait plus du tout son nom d'Alma Mater, elle qu'on avait si longtemps considérée comme le temple de la pensée humaniste.
L'université et la vie intellectuelle allemande resteront marquées à jamais par l'expulsion et l'assassinat de savants et d'étudiants juifs, ainsi que d'opposants politiques au National-socialisme, d'autant plus que les Nazis ne rencontrèrent guère de résistance à leurs entreprises dans les milieux universitaires.
Les travaux de l'agronome Konrad Meyer effectués dans cette université, et notamment sa production cartographique, furent intégrés au Generalplan Ost.

### Refondation après la défaite allemande
Par ordre de l'administration militaire soviétique (Prikaz no 4) l'université fut rouverte en janvier 1946. Les cours reprirent d'abord dans les bâtiments de sept facultés, bâtiments qui avaient été très endommagés durant la guerre. Bien des enseignants étaient décédés, ou avaient disparu. Pourtant, dès le semestre d'hiver 1946 on put rouvrir la faculté d'économie et celle de pédagogie.
Les jeunes qui pendant la période nazie étaient poursuivis pour des raisons raciales ou politiques n'avaient pas pu bénéficier de l'enseignement secondaire, ni obtenir les diplômes qui le sanctionnent. Afin de leur donner cette chance, on mit sur pied un institut pré-universitaire. Il devint par la suite le noyau de la faculté des travailleurs et des paysans, l'ABF (Arbeiter- und Bauernfakultät). Elle perdura jusqu'en 1962.

### Scission de l'université
Dans l'Allemagne de l'après-guerre, les idéologies et les projets politiques divergents des Alliés conduisirent à des dissensions, qui donnèrent naissance à la guerre froide entre l'Est et l'Ouest. Pour cette raison, le communisme exerça une influence toujours plus forte sur l'université.
Contrairement à ce qui s'était passé sous Hitler, cela ne fut pas sans entraîner des réactions, et il y eut de fortes protestations parmi les étudiants et le corps professoral. Le pouvoir riposta entre autres par l'arrestation de nombreux étudiants par la police secrète soviétique, le NKVD, en mars 1947. Le tribunal militaire soviétique de Berlin-Lichtenberg leur infligea à chacun d'entre eux vingt-cinq ans de travaux forcés, sous prétexte d'« agitation souterraine au sein de l'université de Berlin », ou encore sous l'allégation d'espionnage.
Aussi, dès la fin de l'année 1947, des voix s'élevèrent pour réclamer une université libre. Dix-huit étudiants et enseignants furent arrêtés ou déportés entre 1945 et 1948, beaucoup d'autres disparurent pendant des semaines. Quelques-uns furent même enlevés et jugés en URSS. Au printemps 1948, la direction de l'université interdit d'études de nombreux étudiants, cela sans même passer par une procédure juridique. Une partie des professeurs et des étudiants fit alors scission, et fonda l'université libre de Berlin (Freie Universität Berlin).
Ces derniers se retirèrent dans le secteur d'occupation américain à Dahlem, dans le bâtiment de l'ex-Société Kaiser-Wilhelm. La devise latine Veritas - Iustitia - Libertas (« Vérité, Justice, Liberté ») marquait la distance idéologique à l'égard de la vieille université berlinoise dominée par le Communisme. En même temps, un sceau archaïsant permit de se rattacher à la tradition (l'ours berlinois avec le flambeau de la liberté). La division de la ville entre l'Est et l'Ouest dura des années, et elle finit par pérenniser la scission entre les deux universités, autonomes de fait.

### Changement de nom et l'ère est-allemande
En 1949, l'ancienne université berlinoise de l'allée Unter den Linden reçut le nom de Humboldt-Universität zu Berlin (université Humboldt de Berlin). En se plaçant ainsi sous l'égide des deux érudits – les frères Wilhelm et Alexander von Humboldt, dont les statues se trouvent à l'entrée de l'université – l'université faisait mine de se réclamer des idéaux sublimes de l'humanisme et du libre épanouissement du savoir. Mais les conditions politiques et sociales de l'époque en interdirent même la moindre mise en pratique.
En effet, les fondamentaux politiques de la RDA, fondée en 1949, donnèrent progressivement leur orientation aux contenus d'études, aux cursus, et aux conditions de la recherche. Grâce à la détente en Europe, qui commença au milieu des années 1970, l'université Humboldt put à nouveau trouver un rôle dans le concert international, du moins dans certains domaines scientifiques, et le consolider par la coopération mondiale. Soulignons ici les relations, durables et intensives, que l'université développa dans le domaine de la recherche, ainsi que les échanges avec les établissements supérieurs, en Europe de l’Est et en Europe centrale, tout particulièrement avec des établissements de l'ancienne Union soviétique. Mais il y eut aussi à la même époque des relations de coopération intensive avec des universités nord-américaines et japonaises, ou encore avec des pays en voie de développement, en Asie, Afrique et Amérique latine.
L'université Humboldt était la plus grande université de RDA. Jusqu'en 1990, près de 150 000 étudiants y furent formés. Des chercheuses et des chercheurs d'une renommée internationale y enseignèrent. Beaucoup surent préserver leur rang dans le monde académique même après la réunification. Néanmoins, la plupart furent congédiés.

### Aujourd'hui

L'université Humboldt aujourd'hui.

La rénovation des contenus consécutive au tournant politique de 1989 s'accompagna d'un important mouvement de personnel. Entre 1989 et 1994, pas moins de 3 000 professeurs quittèrent l'enseignement supérieur. Certains le firent en raison de leur âge, mais la plupart pour des raisons politiques, structurelles, ou encore en raison de leur spécialisation scientifique. En réponse à l'avis de commissions professionnelles et structurelles, ainsi que sur la base de nombreux conseils et recommandations de groupes d'experts, l'université Humboldt se donna une nouvelle organisation scientifique : les contenus de recherche et d'enseignement furent évalués, réformés, redéfinis.
Depuis la réunification de l'Allemagne en 1990, Berlin possède quatre universités. Elles essaient, moyennant un difficile mais continu processus d'harmonisation, de coordonner leurs cursus. Les cursus traditionnels furent restructurés et l'offre d'étude adopta une base moderne et des standards internationaux. La recherche s'est vue redirigée et renforcée. Grâce à cette rénovation, l'université Humboldt a pu retrouver sa renommée et son attractivité dans le domaine de la recherche comme de l'enseignement. Des financements considérables ont mis à disposition par la Société de recherche allemande.
Depuis 1994, l'université comporte onze facultés, de nombreux centres interdisciplinaires, et des instituts centraux proposant près de 168 cursus différents (chiffre de 2007).
Avec plus de 300 bâtiments à Berlin et dans le Brandebourg, son patrimoine immobilier est un des plus significatifs de la région. Pendant le semestre d'hiver 2004/2005, 40 828 étudiants étaient inscrits dans le supérieur et à la faculté de médecine de la Charité. Ce nombre résulte d'un fort accroissement des effectifs depuis la réforme de l'université. Elle ne comptait encore que 20 425 étudiants pendant le semestre d'hiver 1992/1993. Les effectifs ont donc presque doublé; la direction a alors décidé de mettre en place un numerus clausus, qui concerne toutes les filières. Ainsi, pendant le semestre d'hiver 2003/2004, 25 300 bacheliers postulèrent pour 6 000 places. Bien sûr, cela s'explique aussi par l'attrait que possède la capitale pour les jeunes. Les différents campus sont situés dans le centre de Berlin, le Nord, et le quartier d'Adlershof. 5 791 étudiants étrangers, soit 14,1 % des effectifs, étudient et font des recherches à l'heure actuelle à l'université Humboldt. Ils viennent de plus de 100 pays du monde. Les frais d'inscription semestriels s'élevaient en 2005/2006 à 232,68 euros pour les étudiants d'âge normal (cette somme inclut l'accès aux transports en commun de Berlin).
À l'heure actuelle, l'université entretient des partenariats dans le cadre de la coopération scientifique avec plus de 170 établissements situés sur tous les continents. Elle se veut une « université placée sous le signe de la réforme et de l'excellence »[réf. nécessaire] (Reformuniversität im Zeichen der Exzellenz.)